# Letheobia lumbriciformis
Espèce
Synonymes
- Onychocephalus lumbriciformis Peters, 1874
- Typhlops lumbriciformis (Peters, 1874)
- Typhlops kleebergi Werner, 1904
- Rhinotyphlops lumbriciformis (Peters, 1874)

Statut de conservation UICN

 LC  : Préoccupation mineure
Letheobia lumbriciformis est une espèce de serpents de la famille des Typhlopidae.

## Répartition
Cette espèce se rencontre jusqu'à 55 m d'altitude dans l'est du Kenya et dans le nord-est de la Tanzanie y compris dans l'archipel de Zanzibar en .

## Description
Letheobia lumbriciformis mesure jusqu'à 445 mm de longueur totale.

## Publication originale
- Peters, 1874 : Über einige neue Reptilien (Lacerta, Eremias, Diploglossus, Euprepes, Lygosoma, Sepsina, Ablepharus, Simotes, Onychocephalus). Monatsberichte der Königlich preussischen Akademie der Wissenschaften zu Berlin, vol. 1874, p. 368-377 (texte intégral).